# Ruinele conacului Drăghici Cantacuzino din Măgureni
Ruinele conacului Drăghici Cantacuzino din Măgureni este un monument istoric aflat pe teritoriul satului Măgureni, comuna Măgureni. În Repertoriul Arheologic Național, monumentul apare cu codul 134069.01.